# الکساندر ویلیام کینگلیک
الکساندر ویلیام کینگلیک (انگلیسی: Alexander William Kinglake; ۵ اوت ۱۸۰۹ – ۲ ژانویهٔ ۱۸۹۱) یک نویسنده، سیاست‌مدار، و تاریخ‌نگار اهل بریتانیا بود.